# Museo di Cipro
Il Museo di Cipro, conosciuto anche come Museo archeologico di Cipro, è un museo di tipo archeologico ubicato a Nicosia: si tratta del più antico e grande museo archeologico di Cipro.
Il museo ospita i reperti ritrovati esclusivamente a seguito degli scavi archeologici sull'isola di Cipro.

## Storia
Il museo, come istituzione, venne fondato nel 1882 durante l'occupazione britannica di Cipro, a seguito di una petizione popolare, la quale venne consegnata all'amministrazione britannica da una delegazione guidata dai leader religiosi sia cristiani che musulmani dell'isola: le principali motivazioni che portano a questa proposta fu il gran numero di scavi illegali che venivano svolti e il contrabbando di opere di antiche che ne derivava. Pochi anni prima dell'istituzione del museo, infatti, Luigi Palma di Cesnola aveva portato fuori da Cipro circa 35 000 reperti, molti dei quali distrutti durante il trasporto, mentre quelli superstiti furono esposti al Metropolitan Museum of Art di New York.
Inizialmente il museo venne finanziato con donazioni privati e ospitato negli uffici governativi; il trasferimento nella sede definitiva avvenne nel 1889. Tuttavia i lavori di costruzione di un nuovo edificio, realizzato al posto del precedente, avvenne nel 1908 ed era originariamente dedicato alla memoria della regina Vittoria: fu progettato dall'architetto Nikolaos Balanos della Società Archeologica di Atene e la costruzione fu supervisionata da George H. Everett Jeffery, allora curatore del museo. Nel 1961 fu aggiunta una seconda serie di gallerie, magazzini e uffici.

## Descrizione
Poco dopo la sua istituzione, il museo ha iniziato a ricevere oggetti provenienti dai numerosi scavi sull'isola, gestiti principalmente da spedizioni britanniche ed europee. Il primo catalogo sugli scavi archeologici a Cipro fu compilato e pubblicato nel 1899 da Sir John Myres e Max Ohnefalsch-Richter. Le campagne di indagini andarono poi migliorando soprattutto a seguito di scavi sistematici effettuati su larga scala dalla spedizione svedese tra il 1927 e il 1931 sotto la direzione del professor Einar Gjerstad.
Il museo è costituito da quattordici sale espositive che si aprono intorno a un'area quadrata centrale: sono compresi anche uffici, una biblioteca, magazzini e laboratori per la conservazione e lo studio degli oggetti della collezione. Le esposizioni in ogni sala seguono una successione cronologica e tematica a partire dal neolitico per terminare con il periodo romano.